# Gleanntáin Ghlas' Ghaoth Dobhair
"Gleanntáin Ghlas' Ghaoth Dobhair" es una canción en gaélico escrita por el violinista irlandés Proinsias Ó Maonaigh (padre de Mairéad Ní Mhaonaigh del grupo musical Altan). Es una de las canciones en gaélico más conocidas de Irlanda y se puede escuchar en muchos pubs irlandeses por todo el mundo.

## Tema
La canción trata sobre su pueblo natal, Gaoth Dobhair (en inglés Gweedore) situado en el condado Donegal. Se puede traducir como "los verdes valles de Gweedore".

### Letra
| Texto original en gaélico | Traducción |
| --- | --- |
| Céad slán ag sléibhte maorga chondae Dhún na nGall Agus dhá chéad slán ag an Earagal árd, ina stua(í) os cionn caor ‘s call Nuair a ghluais mise thart le loch Dhún Lúich, go ciún sa ghleann ina luí I mo dhiaidh bhí Gleanntáin Ghlas’ Ghaoth Dobhair, is beag nár bhris mo chroí. Ag taisteal dom amach tríd chnoic Ghleann Domhain, ‘s an Mhucais ar mo chúl Ní miste domh ‘rá le brón ‘s le crá, ghur fhreasach a shíl mise súil Go ‘Meiriceá siar, a bhí mo thriall, i bhfad thar an fharraige mhór D’fhag mé slán ar feadh seal ag Dún na nGall, ‘s ag Gleanntáin Ghlas’ Ghaoth Dobhair. Níorbh é mo mhiansa imeacht ariamh ó mo thír bheag dhílis féin Ach trom lámh Gall, le cluain ‘s le feall, a thiomáin mé i gnéill B’é rún mo chroíse pilleadh arís, nuair a dhéanfainn beagán stór ‘S deireadh mo shaoil a chaitheamh lem ghaoil, fá Ghleanntáin Ghlas’ Ghaoth Dobhair. Slán, slán go fóill a Dhún na nGall, a chondae shéimh gan smál ‘S do d’fheara bréa in am an ghá, nár umhlaigh riamh roimh Ghall Tá áit i mo chroí do gach fear a gach mnaoi, ‘s gach páiste beag agus mór Áta beo go buan, gan bhuairt gan ghruaim, fá Ghleanntáin Ghlas’ Ghaoth Dobhair. | Adiós a las nobles montañas del viejo Donegal querido Y dos veces adiós a la colina de Errigal, arqueándose sobre las bayas y fresnos Cuando pasé a través del valle por el lago Dunlewey, con las aguas tan tranquilas y calmadas de los verdes valles de Gaoth Dobhair, con dolor en mi corazón tuve que partir Viajando a través de las colinas de Glendowan, y con Muckish tras de mí Con un corazón lleno de dolor no sentí vergüenza de que allí las lágrimas cayeron de mis ojos Me dirigía a las cosas de América, lejos a través de la embravecida espuma salvaje me despedí por un tiempo de Donegal, y de los verdes valles de Gaoth Dobhair Nunca fue mi plan viajar lejos de mi amada tierra pero el engaño y la traición de la mano del tirano me forzaron a dejar mi casa El deseo de mi corazón sería regresar otra vez, si pudiera reunir un poco de dinero y pasar mis últimos días con mis amigos y familia, alrededor de los verdes valles de Gaoth Dobhair Adiós, adiós a Donegal ese condado hermoso y bello y a sus hombres valientes ante el enemigo, que no se acobardaron ni inclinaron ante el extranjero Estimo a todos esos hombres y mujeres, y niños grandes y pequeños que viven en paz sin preocupación ni dolor, en los verdes valles de Gaoth Dobhair |

## Versiones
La balada ha sido interpretada y/o grabada, entre otros, por los grupos musicales que se citan a continuación: 
- Altan: el grupo hizo una versión que se encuentra en su álbum Runaway Sunday de 1997.
- Paul Brady: este cantante irlándes ha grabado la canción en numerosas ocasiones.
- Clannad.
- Dáithí Sproule.
- The Johnstons.